# أدريان (مصمم أزياء)
أدريان أدولف غرينبرج (بالإنجليزية: Adrian)‏ (3 مارس 1903-13 سبتمبر 1959) ، المعروف على نطاق واسع باسم أدريان ، مصمم أزياء أمريكي كانت أزياءه الأكثر شهرة لفليم
ساحر أوز ومئات أفلام مترو غولدوين ماير بين عامي 1928 و 1941. كان يُنسب عادةً على الشاشة بعبارة «ملابس من قبل أدريان». في وقت مبكر من حياته المهنية ، اختار الاسم المهني جيلبرت أدريان ، وهو مزيج من الاسم الأول لوالده واسمه .

## روابط خارجية
- أدريان على موقع IMDb (الإنجليزية)
- أدريان على موقع أول موفي (الإنجليزية)
- أدريان على موقع قاعدة بيانات برودواي على الإنترنت (الإنجليزية)
- أدريان على موقع قاعدة بيانات برودواي على الإنترنت (الإنجليزية)
- أدريان على موقع قاعدة بيانات الأفلام السويدية (السويدية)
- أدريان على موقع إن إن دي بي (الإنجليزية)
- أدريان على موقع قاعدة بيانات الفيلم (الإنجليزية)
- أدريان على موقع كينوبويسك (الروسية)
- قالب:FMD designer
- Adrian على مشروع الدليل المفتوح
- Adrian Hollywood Designer dress